# Día pluviométrico
Día pluviométrico es el período que discurre entre las 07:00 UTC de un día y las 07:00 UTC del día siguiente y se observa a los efectos de conocer el valor total de las precipitaciones caídas en un determinado punto en ese periodo. Como ejemplo, el día pluviométrico del 1 de agosto comienza a las 07:00 UTC del 1 de agosto y termina el 2 de agosto a las 07:00 UTC
- Datos: Q5815903